# Jiří Haussmann (spisovatel)
Jiří Haussmann (30. října 1898 Praha – 7. ledna 1923 tamtéž) byl český spisovatel a fejetonista.

## Životopis
V době jeho narození byl jeho otec JUDr. Jiří Haussmann (1868–1935) adjunktem vrchního soudu v Praze (v roce 1926 se stal ministrem spravedlnosti). Matka Františka, rozená Brabcová (1872–??) pocházela z Libochovic a Jiří Haussmann tam často jako chlapec pobýval. V devíti letech, po zánětu středního ucha, na pravé ucho téměř ohluchnul. Bratr JUDr. Ivan Haussmann (1907–1944) byl karikaturista a navrhoval knižní obálky; zastával názory krajní pravice a byl vyšším členem SA.
Po absolvování malostranského gymnázia musel v roce 1917 narukovat. Vojenskou službu vykonával nejprve čtyři měsíce v Praze, pak krátce v Kostelci nad Labem, v důstojnické škole byl v Českých Budějovicích a nakonec u divizního soudu v Praze. Roku 1920 nastoupil praxi u okresního soudu v Praze, na Malé Straně. Roku 1922 úspěšně ukončil právnická studia na Karlově univerzitě. Počátkem června téhož roku onemocněl tuberkulózou a rok poté zemřel. Pohřben byl na Olšanských hřbitovech.
| „                             | A co se týče těch epitafů, obstará mi, doufám, pohřební ústav něco vhodného, na př.: Básník Haussmann, mlád jak kotě, umřel tady na souchotě. | “ |
| — z Haussmannovy korespodence | |   |

## Dílo

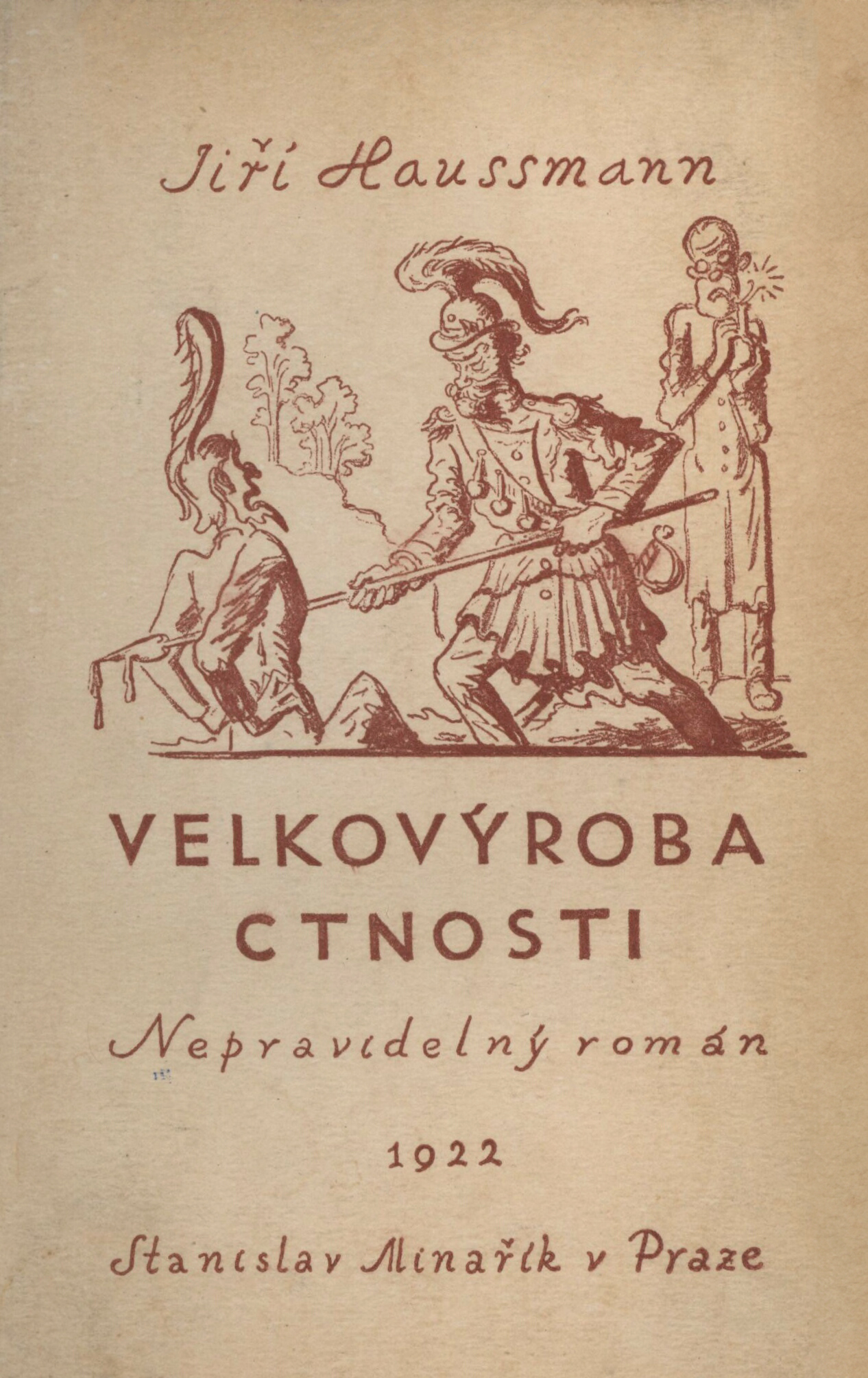
Obálka prvního vydání Haussmannova románu Velkovýroba ctnosti z roku 1922

Psal epigramy, verše, povídky a uveřejňoval je v časopisech Česká demokracie, Český socialista, Šibeničky a Nebojsa. Napsal i několik písniček pro kabaret Červená sedma. Protirakouské verše uveřejňoval pod pseudonymy Georges, Georges Jegor nebo Dalmanites. Zastával levicové postoje, kritizoval raný kapitalismus. Jeho nejlepší práce Velkovýroba ctnosti patří do science fiction, byla upravena jako rozhlasová hra roku 1964.
- 1918 Píseň císaře Viléma leták s karikaturou Zdeňka Kratochvíla
- 1919 Sketa. Tragédie o jednom dějství.[10]
- 1919 Zpěvy hanlivé. Jedná se o jeho prvotinu, sbírku satir, v nichž si autor bere na mušku rakousko-uherskou monarchii i lidskou malost.
- 1922 Velkovýroba ctnosti je satirickou sci-fi utopií, reakcí na Čapkův román Továrna na absolutno.
- 1922 Divoké povídky, sbírka fejetonů, povídek, některé se SF náměty.
- 1923 Občanská válka : politické verše

### Posmrtná vydání
- Básně (uspořádal a úvodem opatřil Otokar Fischer; V Praze, Družstevní práce, 1934) Zobrazení exemplářů s možností jejich objednání
- Velkovýroba ctnosti (V Praze, Mladá fronta, 1948)
- Zpěvy hanlivé, Občanská válka (uspořádal a předmluvu napsal Jaroslav Bouček; Praha, Mladá fronta, 1950)
- Divoké verše a prózy (ilustrace od Adolf Hoffmeister; Praha, Československý spisovatel, 1963)
- Velkovýroba ctnosti (medailón o autorovi Radko Pytlík, Praha, Československý spisovatel, 1975)
- Ohrožené lidstvo – povídka byla zahrnuta do antologie Fantastický dekameron (Praha, Československý spisovatel, 1987)